# 镜铁山站
镜铁山站位于中华人民共和国甘肃省张掖市肃南裕固族自治县祁丰藏族乡，为兰州局集团管辖的三等站。是嘉镜铁路的终点站。该站建成于1965年。